# Inline-Skaterhockey-Bundesliga 1996
Die Saison 1996 ist die 1. Spielzeit der Inline-Skaterhockey-Bundesliga, in der zum 11. Mal ein Deutscher Meister ermittelt wird. Ausrichter ist die Fachsparte Skaterhockey (FSH) im Deutschen Rollsport-Bund. Erster Deutscher Meister der Bundesliga wurden die Düsseldorf Rams, die ihren Titel verteidigten und damit die achte Deutsche Meisterschaft gewannen.

## Teilnehmer
| Klub                  | Standort   | Vorjahr       | Play-offs         |               |
| --------------------- | ---------- | ------------- | ----------------- | ------------- |
| Düsseldorf Rams       | Düsseldorf | 1.            | Deutscher Meister |               |
| Crash Eagles Kaarst   | Kaarst     | 3.            | Halbfinale        |               |
| Bullskater Düsseldorf | Düsseldorf | 2.            | Finale            |               |
| SU Coeln              | Köln       | 7.            | -                 |               |
| HC Köln-West          | Köln       | 5.            | -                 |               |
| SU Augsburg           | Augsburg   | 6.            | -                 |               |
| Bochum Lakers         | Bochum     | 3. der 2. SHL | 3. der 2. SHL     | 3. der 2. SHL |
| Crefelder SC          | Krefeld    | 4.            | Halbfinale        |               |
| Kölner SC Hawks       | Köln       | 8.            | -                 |               |
| Red Devils Berlin     | Berlin     | 7. der 2. SHL | 7. der 2. SHL     | 7. der 2. SHL |

Anmerkung: Die Vorjahresplatzierung bezieht sich auf die 1. Skaterhockey-Liga (1. SHL), die für ein Jahr in der Saison 1995 die Nachfolgeliga der Westdeutschen Oberliga (bis 1994) und die Übergangsliga zur Inline-Skaterhockey-Bundesliga war. Zur Einführung der Bundesliga wurde die rein sportliche Qualifikation ausgesetzt. Bewerben konnte sich jeder Verein. Von den neun Teams der 1. SHL in der Saison 1995 gelangte nur der Tabellenletzte RSC Aachen nicht in die Bundesliga. In der 2. SHL platzierten sich diese Teams: 1. Skatetigers Düsseldorf, 2. HC Köln-West II, 3. Bochum Lakers, 4. Düsseldorf Rams II, 5. Lippstadt Rogues, 6. SHC Essen, 7. Red Devils Berlin, 8. Powerkrauts Berlin, 9. Alte Deutzer (HC Köln-West III).

## Modus
Die 1. Bundesliga geht mit zehn Mannschaften an den Start. Jede Mannschaft trifft in Hin- und Rückspiel auf jede andere Mannschaft. Für einen Sieg gibt es zwei Punkte, für ein Unentschieden einen Punkt. Bei Punktgleichheit zum Ende der Hauptrunde entscheidet der direkte Vergleich über die Rangfolge. Die ersten vier Mannschaften erreichen die Play-offs. Die Mannschaften auf den Rängen fünf bis acht haben sich sportlich für die nächste Spielzeit qualifiziert. Der Tabellenneunte bestreitet Relegationsspiele (Hin- und Rückspiel) gegen den Zweiten der 2. SHL. Der Tabellenletzte steigt direkt in die zur Saison 1997 gegründete 2. Bundesliga (Nord- und Süd-Staffel) ab. Der Sieger der Play-offs ist Deutscher Meister.

## Vorrunde
|     | Mannschaft            | Sp | S  | U | N  | Tore    | +/-  | P  |
| --- | --------------------- | -- | -- | - | -- | ------- | ---- | -- |
| 1.  | Düsseldorf Rams       | 18 | 16 | 1 | 01 | 177:060 | +117 | 33 |
| 2.  | Crash Eagles Kaarst   | 18 | 16 | 1 | 01 | 175:065 | +110 | 33 |
| 3.  | Bullskater Düsseldorf | 18 | 11 | 3 | 04 | 139:099 | +040 | 25 |
| 4.  | SU Coeln              | 18 | 09 | 3 | 06 | 114:108 | +06  | 21 |
| 5.  | HC Köln-West          | 18 | 10 | 0 | 08 | 136:070 | +066 | 20 |
| 6.  | SU Augsburg           | 18 | 07 | 3 | 08 | 086:095 | −09  | 17 |
| 7.  | Bochum Lakers         | 18 | 03 | 5 | 10 | 090:127 | −037 | 11 |
| 8.  | Crefelder SC          | 18 | 03 | 2 | 13 | 099:168 | −069 | 08 |
| 9.  | Kölner SC Hawks ∗     | 18 | 05 | 0 | 13 | 076:148 | −072 | 08 |
| 10. | Red Devils Berlin     | 18 | 01 | 0 | 17 | 035:187 | −152 | 02 |

## Play-offs
(Modus "Best-of-Three")

### Play-off-Baum
|  | Halbfinale | Halbfinale            | Halbfinale |  |  | Finale | Finale              | Finale |
|  |            |                       |            |  |  |        |                     |        |
|  |            |                       |            |  |  |        |                     |        |
|  | 1          | Düsseldorf Rams       | 2          |  |  |        |                     |        |
|  | 4          | SU Coeln              | 0          |  |  |        |                     |        |
|  |            |                       |            |  |  | 1      | Düsseldorf Rams     | 2      |
|  |            |                       |            |  |  | 2      | Crash Eagles Kaarst | 1      |
|  | 2          | Crash Eagles Kaarst   | 2          |  |  |        |                     |        |
|  | 3          | Bullskater Düsseldorf | 0          |  |  |        |                     |        |
|  |            |                       |            |  |  |        |                     |        |

### Halbfinale
|                     |   |                       | Serie | 1    | 2   | 3 |
| ------------------- | - | --------------------- | ----- | ---- | --- | - |
| Düsseldorf Rams     | – | SU Coeln              | 2:0   | 8:1  | 5:0 | - |
| Crash Eagles Kaarst | – | Bullskater Düsseldorf | 2:0   | 11:4 | 4:1 | - |

### Finale
|                 |   |                     | Serie | 1   | 2   | 3    |
| --------------- | - | ------------------- | ----- | --- | --- | ---- |
| Düsseldorf Rams | – | Crash Eagles Kaarst | 2:1   | 0:5 | 7:6 | 10:3 |

## Relegation
Der Kölner SC Hawks traf in der Relegation auf die Lippstadt Rogues, die in der 2. SHL den dritten Platz belegt haben, aber in die Relegation aufrückten, weil der HC Köln-West II den ersten Rang in der zweiten Liga belegt hatte.
|                  |   |                 | Gesamt | Hin   | Rück |
| ---------------- | - | --------------- | ------ | ----- | ---- |
| Lippstadt Rogues | – | Kölner SC Hawks | 18:19  | 11:11 | 7:8  |

Damit verbleibt der Kölner SC Hawks in der 1. Bundesliga.

## Aufsteiger
Aus der 2. SHL steigen die Moskitos Essen als Zweiter direkt auf. Der Erste, der HC Köln-West II, war nicht aufstiegsberechtigt.

## Pokalsieger
Im Endspiel um den Deutschen Inline-Skaterhockey-Pokal 1996 gewannen die Düsseldorf Rams am 8. Dezember 1996 gegen den HC Köln-West in Aachen mit 7:4.